# Georgina Singleton
Georgina Singleton (* 11. Oktober 1977 in Ascot, Berkshire) ist eine ehemalige britische Judoka. Sie war Europameisterin 2002, Europameisterschaftszweite 1998 und 2000 sowie Europameisterschaftsdritte 2003.

## Sportliche Karriere
Die 1,52 m große Georgina Singleton kämpfte meist im Halbleichtgewicht, der Gewichtsklasse bis 52 Kilogramm. 1994 siegte sie bei den Juniorenweltmeisterschaften, zwei Wochen danach erkämpfte sie noch eine Bronzemedaille bei den Junioreneuropameisterschaften. 1995 erhielt sie dann auch bei den Junioreneuropameisterschaften eine Goldmedaille.
Bei den Europameisterschaften 1998 in Oviedo besiegte Singleton im Halbfinale die Schweizerin Isabelle Schmutz, im Finale unterlag sie Raffaella Imbriani aus Deutschland. Im Sommer 1999 gewann Singleton eine Bronzemedaille bei der Universiade in Palma de Mallorca. Bei den Europameisterschaften 2000 in Breslau bezwang sie im Halbfinale die Niederländerin Deborah Gravenstijn, im Finale unterlag sie der Französin Laëtitia Tignola. Im Jahr darauf verlor sie bei den Europameisterschaften 2001 in Paris im Halbfinale gegen Isabelle Schmutz, danach unterlag sie im Kampf um eine Bronzemedaille Laëtitia Tignola. Bei den Weltmeisterschaften 2001 schied Singleton nach frühen Niederlagen aus.
Im Mai 2002 bezwang Singleton im Halbfinale der Europameisterschaften 2002 in Maribor die Belgierin Ilse Heylen. Die Goldmedaille gewann sie im Finale gegen die Spanierin Ana Carrascosa. Zwei Monate später fanden in Manchester die Commonwealth Games 2002 statt. Die für England antretende Georgina Singleton traf im Finale auf die Nordirin Lisa Bradley und gewann den Titel. Bei den Europameisterschaften 2003 in Düsseldorf verlor Singleton im Halbfinale gegen die Slowenin Petra Nareks, den Kampf um Bronze gewann sie gegen die Belgierin Kristel Taelman. Bei den Weltmeisterschaften 2003 in Osaka unterlag Singleton im Viertelfinale der Kubanerin Amarilis Savón. Nach zwei Siegen in der Hoffnungsrunde unterlag sie im Kampf um Bronze der Japanerin Yuki Yokosawa. Im Frühjahr 2004 schied Singleton bei den Europameisterschaften in Bukarest nach einer Viertelfinalniederlage gegen Ilse Heylen in der Hoffnungsrunde gegen die Russin Oxana Karsakowa aus. Bei den Olympischen Spielen in Athen unterlag sie im Viertelfinale der Japanerin Yuki Yokosawa. nach einem Sieg in der Hoffnungsrunde gegen die Nordkoreanerin Ri Sang-sim verlor sie gegen Ilse Heylen und belegte den siebten Platz.
Nach zwei Jahren ohne Teilnahme an internationalen Meisterschaften trat Georgina Singleton bei den Europameisterschaften 2007 in der Gewichtsklasse bis 57 Kilogramm an und schied in ihrem Auftaktkampf gegen die Russin Natalija Jucharewa aus. Bei den Weltmeisterschaften 2007 in Rio de Janeiro kämpfte Singleton wieder im Halbleichtgewicht. Sie unterlag im Viertelfinale der Chinesin Shi Junjie, bezwang dann Ilse Heylen und belegte den siebten Platz nach ihrer Niederlage gegen die Japanerin Yuka Nishida. Ihr letztes großes Turnier bestritt Singleton bei den Europameisterschaften 2008 in Lissabon. Nach einer Viertelfinalniederlage gegen die Französin Audrey La Rizza und zwei Siegen in der Hoffnungsrunde unterlag sie im Kampf um eine Bronzemedaille der Rumänin Ioana Dinea-Aluaș.